# Giovanni da Udine
Giovanni Nanni, ou Giovanni de’ Ricamatori, plus connu sous le nom de Giovanni da Udine (en français Jean d’Udine), né à Udine le 15 octobre 1487 et mort en 1564 à Rome, est un peintre et un architecte italien.
Nanni est considéré comme le premier peintre moderne de natures mortes.

## Biographie
Jeune, Giovanni Nanni observe et dessine les animaux, les plantes, et son père le met en apprentissage, à Udine, chez le peintre Pellegrino da San Daniele.
Après avoir séjourné à Venise, il part pour Rome où il devient élève puis assistant du peintre Raphaël. Il est responsable de la plupart des éléments dits « décoratifs » des projets artistiques de son maître à Rome. Giovanni da Udine, spécialiste des fresques et des décors grotesques en stuc, est l’auteur des stucs de la Loggia de Raphaël (Vatican, 1517-1519), des ribambelles de fruits de la loggia di psiche de la villa Farnesina ; il participe également à la construction de plusieurs fontaines monumentales, aujourd’hui détruites.
Après la mort de Raphaël, il poursuit les projets commencés par son maître, en particulier la villa Madame, à Rome. Après le sac de Rome, en 1527, il part à Florence, où il travaille aux stucs de la Sagrestia Nuova (la nouvelle sacristie) à San Lorenzo, puis à Venise où là aussi il prend part à la réalisation des stucs du Palazzo Grimani di Santa Maria Formosa, vers 1540. À Udine, il contribue, en tant qu’architecte, à la construction de la Torre dell’Orologio (tour de l’Horloge) et à la fontaine de la Piazza Nuova.
Rentré à Rome en 1560 pour y travailler au troisième étage de la Loggia di Raffaello du Vatican, Giovanni da Udine y meurt quatre ans plus tard.

## Œuvres

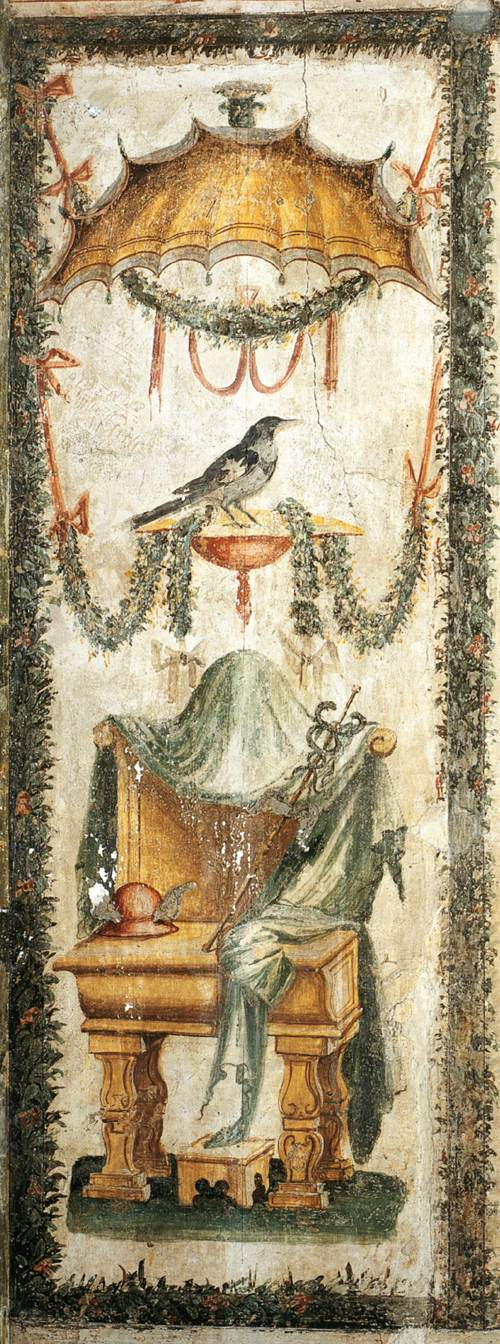
Décoration de la salle de bains de Clément VII, entre 1527 et 1530.

### Rome
- Décorations de guirlandes de la Favola di Psiche à la loggia di psiche de la villa Farnesina avec Giulio Romano et Giovanni Francesco Penni
- Décorations de la cacciata di Eliodoro, à la Stanza di Eliodoro (it), avec Raffaello et Giulio Romano
- Scène mythologique du premier étage, grotesques de la voûte du rez-de-chaussée du Palazzo Baldassini
- Stucs à la Loggiato de la Villa Lante (Rome)
- Stucs et fresques à la Stanza di Bagno du Castel S.Angelo
- Stucs et grotesques à la Loggia de Raphaël, Vatican
- Stucs et grotesques à la Loggia de la Villa Madama
- Stucs et fresques de la voûte de la Sala dei Pontefici des appartements Borgia avec Perin del Vaga Vatican

### Musée du Louvre
Dessins d'étude au département des Arts graphiques du musée du Louvre :
- Pigeon-paon perché de trois quarts vers la droite
- Pigeon-paon volant vers la gauche
- Dromadaire couché, de trois quarts vers la droite ; fragments de grotesques
- Arabesques pour une décoration circulaire
- Enfant ailé, levant les bras, étude pour un motif de grotesques
- Grotesques
- Étude d'angle d’une décoration en grotesques

### Autres lieux
- Deux Études de tête d’aigle, gouache, Palais des beaux-arts de Lille
- Écureuil, collection Bonna (Genève)

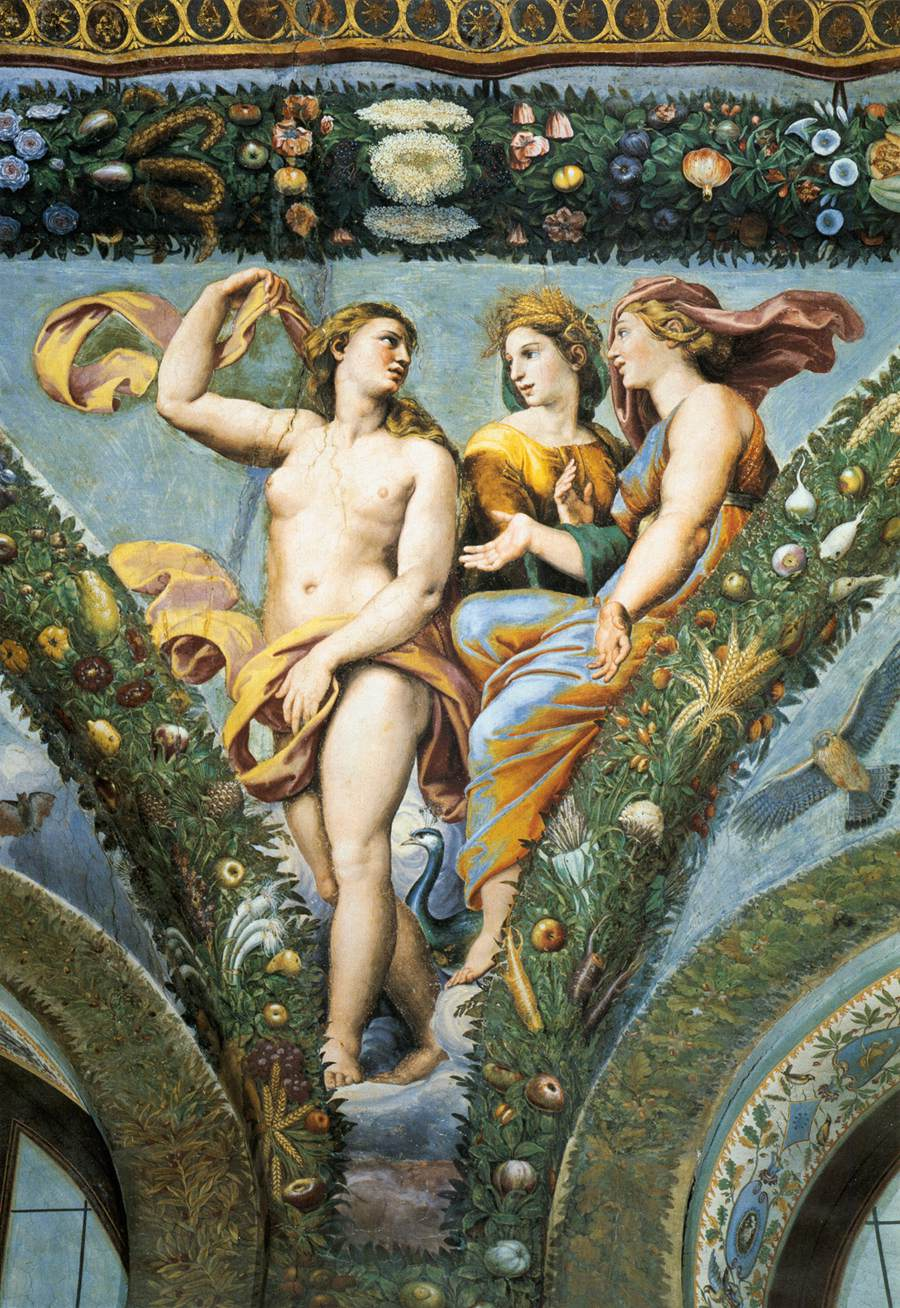
Vénus, Cérès, Junon, Villa Farnèse, Rome, 1517.
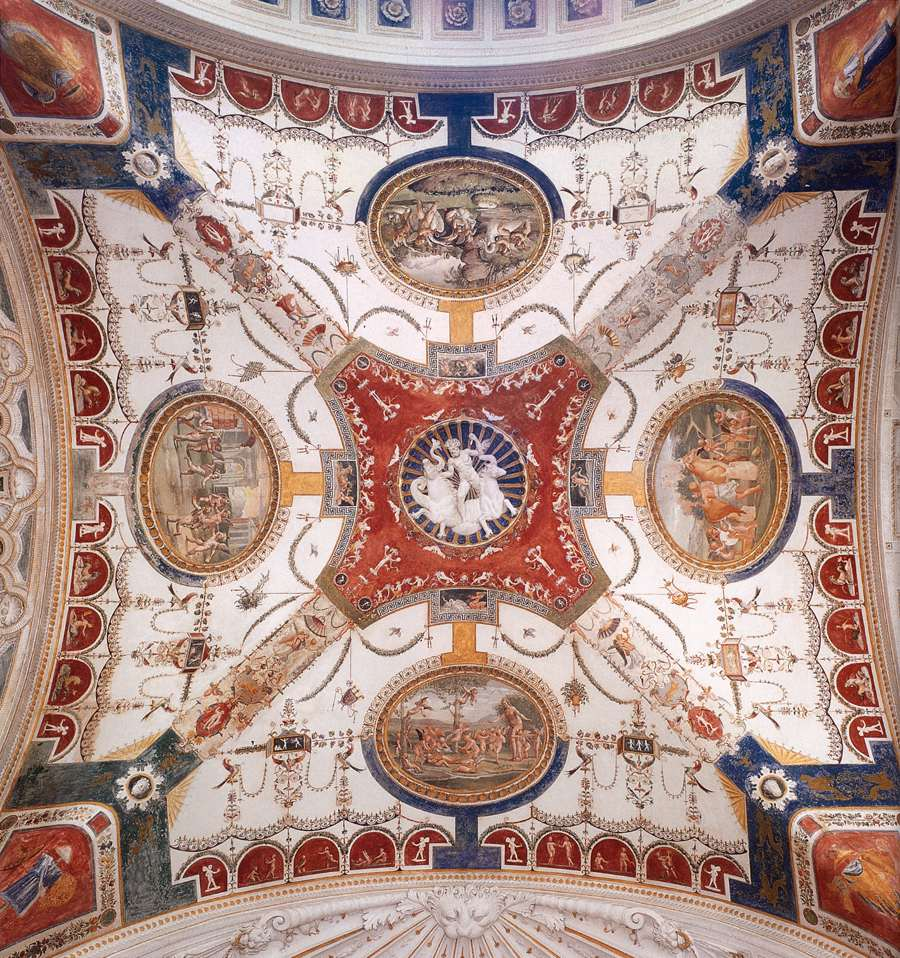
Fresque, entre 1520-1521.
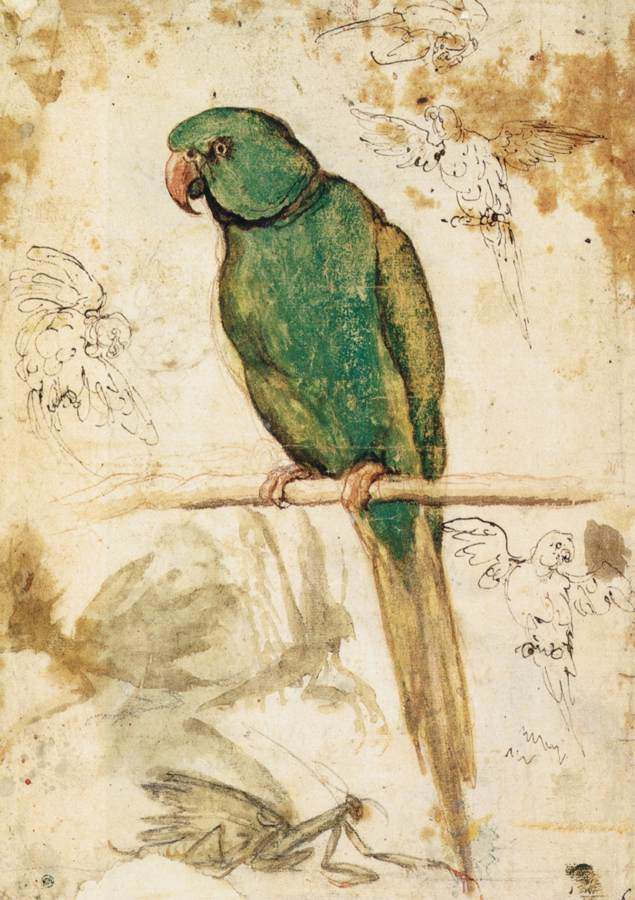
Étude de perroquet, entre 1515 et 1520.
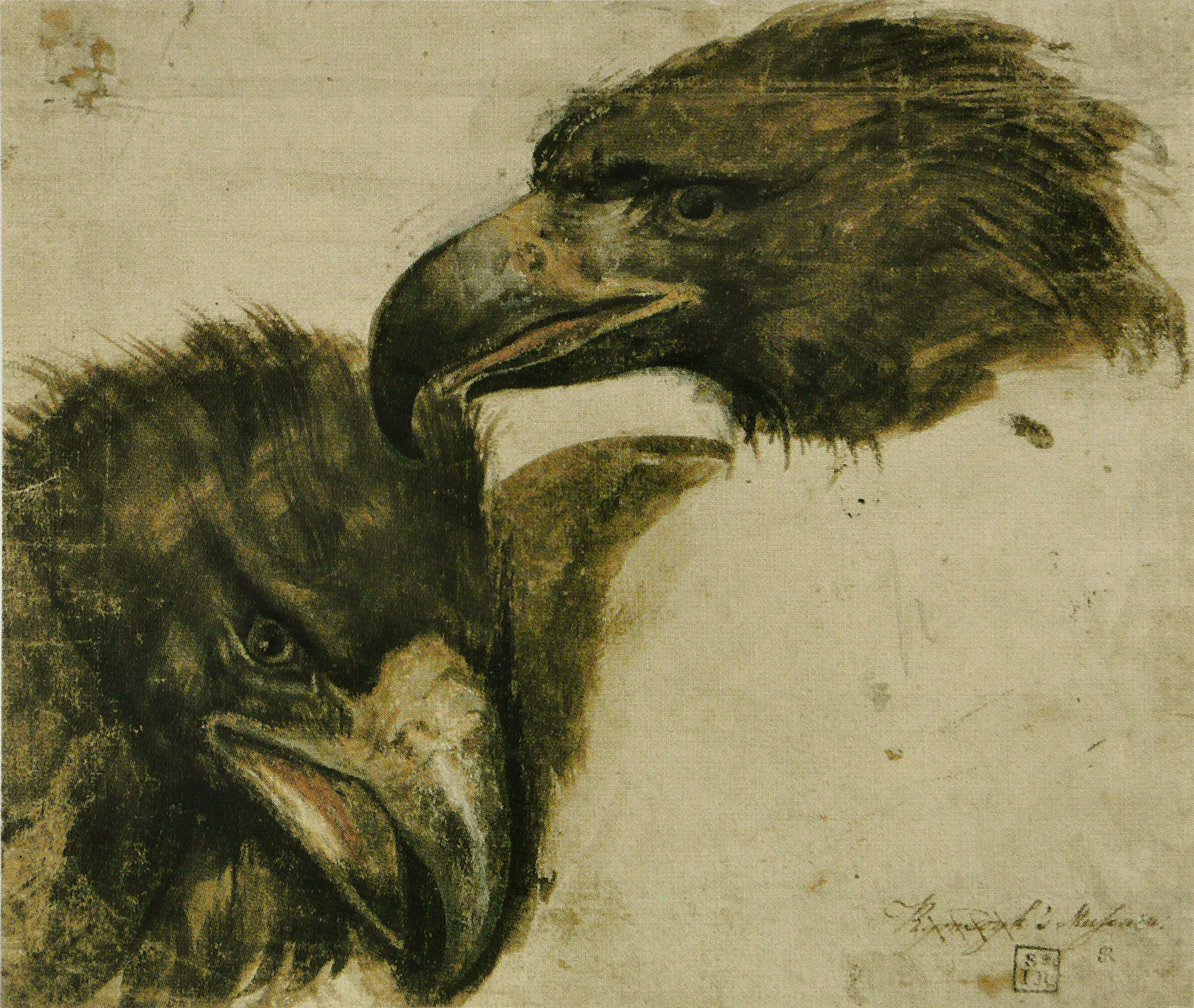
Deux Études de tête d'aigle, Palais des beaux-arts de Lille.